# 김광인
김광인(1965년 2월 5일 ~ )은 대한민국의 배우다.

## 학력
- 부안고등학교
- 전주대학교 국어국문학과

## 경력
| 연도 | 사항              |
| ---- | ----------------- |
| -    | 연극배우협회 회원 |

## 연기 활동
드라마
- 1993년 MBC 《경찰청 사람들》 - 그런일 없는데요 ...
- 1996년 MBC 《경찰청 사람들》 - 40분의 비밀 ... 허인모 역
- 1996년 MBC 《경찰청 사람들》 - 세상에 이런일이 - 비디오 주인공 ... 민진수 역
- 1996년 MBC 《경찰청 사람들》 - 장가도 못가보고 ... 이행철(김○○)(오늘의 공개수배자) 역
- 1996년 MBC 《경찰청 사람들》 - 신용시대 ... 최기섭(오늘의 공개수배자) 역
- 1996년 MBC 《경찰청 사람들》 - 아름다운 몸매를 위하여 ... 이경식 역
- 1997년 MBC 《경찰청 사람들》 - 두번의 상처 ... 민형수 역
- 1997년 MBC 《경찰청 사람들》 - 육교 위의 남자 ... 한영규 역
- 1997년 MBC 《경찰청 사람들》 - 피라미드의 공포 ... 주용성 역
- 1997년 MBC 《경찰청 사람들》 - 가짜와 공짜 ... 박상섭 역
- 1997년 MBC 《경찰청 사람들》 - 잡아잡아 골라잡아 ... 박철진 역
- 1998년 MBC 《경찰청 사람들》 - 나를 없애라 ... 이태관 역
- 1998년 MBC 《경찰청 사람들》 - 부업이 기가 막혀 ... 김종철 역
- 1998년 MBC 《경찰청 사람들》 - 현장은 말한다 ... 백길현 역
- 1998년 MBC 《경찰청 사람들》 - 고독씨의 두 얼굴 ... 김상진 역
- 1998년 KBS2 《긴급구조 119》
- 1998년 MBC 수목드라마 《수줍은 연인》
- 2000년 SBS  드라마스페셜 《줄리엣의 남자》 ... 삼송백화점 채권단 역
- 2001년 SBS 일일시트콤 《웬만해선 그들을 막을 수 없다》 ... 의사 역
- 2001년 KBS2 주말연속극 《푸른 안개》
- 2001년 KBS2 주말연속극 《동양극장》
- 2002년 KBS1 대하드라마 《제국의 아침》
- 2002년 KBS2 주말연속극 《내사랑 누굴까》 ... 배달기사 역
- 2002년 KBS2 특별기획 드라마 《태양인 이제마》
- 2002년 SBS 대하드라마 《야인시대》 ... 최석규(9회~10회), 오키나와 공판정 한국측 검사(77회), 단성사 총격 사건 담당 수사관(105회) 역
- 2002년 KBS2 특별기획드라마 《장희빈》
- 2002년 SBS 드라마 스폐셜 《별을 쏘다》
- 2003년 KBS1 대하드라마 《무인시대》 ... 부관, 양수척 역
- 2003년 MBC 주말연속극 《회전목마》 ... 성진교의 담임교사 역
- 2003년 MBC 특별기획드라마 《대장금》
- 2004년 SBS 대하사극 《장길산》
- 2004년~2005년 MBC 일일연속극 《왕꽃 선녀님》 ... 의사 역
- 2004년 SBS 특별기획 《파리의 연인》 ... 주얼리매장 직원 역
- 2004년 MBC 특별기획드라마 《영웅시대》
- 2004년 KBS1 대하드라마 《불멸의 이순신》
- 2004년 MBC 수목미니시리즈 《아일랜드》 ... 드라마감독 역
- 2004년 KBS2 HD 특별기획드라마 《해신》 ... 뱃사공 역
- 2005년 KBS2 월화미니시리즈 《쾌걸춘향》 ... 건설회사 직원 역
- 2005년 MBC HD 일일연속극 《굳세어라 금순아》... 은행장 역
- 2005년 MBC 특별기획 주말드라마 《제5공화국》 ... 23부 정상진이 다니는 학교 학생 주임 역
- 2005년 SBS 창사15주년 대하드라마 《서동요》 ... 행인 역
- 2005년 SBS 주말극장 《하늘이시여》
- 2006년 MBC 창사45주년 특별기획드라마 《주몽》
- 2006년 SBS 대하사극 《연개소문》
- 2006년 KBS2 수목드라마 《특수수사일지: 1호관 사건》 ... 오정훈 역
- 2006년 MBC 미니시리즈 《환상의 커플》 ... 택시기사 역
- 2006년 MBC 일일시트콤 《거침없이 하이킥》 ... 준하 친구 창동
- 2007년 MBC 수목미니시리즈 《고맙습니다》 ... 트럭기사 역
- 2007년 SBS 드라마스페셜 《외과의사 봉달희》 ... 자살기도한 환자의 보호자 역
- 2007년 SBS 드라마스페셜 《쩐의 전쟁》
- 2007년 SBS 월화드라마 《강남엄마 따라잡기》 ... 의사 역
- 2007년 SBS 주말특별기획 《칼잡이 오수정》 ... 홈쇼핑 관계자 역
- 2007년~2008년 SBS 대하사극 《왕과 나》
- 2007년~2008년 MBC 창사46주년 특별기획드라마 《이산》
- 2007년 KBS1 일일연속극 《미우나 고우나》
- 2007년 MBC 수목미니시리즈 《뉴하트》 ... 변호사 역
- 2008년 KBS2 대하드라마 《대왕 세종》
- 2008년 KBS2 특별기획 드라마 《쾌도 홍길동》
- 2008년 SBS 드라마 스폐셜 《일지매》
- 2008년 SBS 금요드라마 《신의 저울》 ... 교도관 역
- 2008년 MBC 창사47주년 특별기획드라마 《에덴의 동쪽》
- 2008년 SBS 드라마 스폐셜 《바람의 화원》
- 2008년 KBS2 HD 특별기획드라마 《바람의 나라》
- 2008년 KBS2 월화드라마《그들이 사는 세상》
- 2008년 KBS2 주간단막극 《부부클리닉 사랑과 전쟁》
- 2009년 KBS2 대하드라마 《천추태후》
- 2009년 SBS 특별기획 《찬란한 유산》 ... 공인중개사 역
- 2009년 MBC 창사48주년 특별기획드라마 《선덕여왕》
- 2009년 KBS2 수목드라마 《파트너》 ... 판사 역
- 2009년 KBS2 주말연속극 《솔약국집 아들들》 ... 세탁소 주인 역
- 2009년 KBS2 수목드라마 《아가씨를 부탁해》 ... 강혜나 측 변호사 역
- 2009년 MBC 일일시트콤 《지붕뚫고 하이킥!》 ... 병원 과장 김정호 역
- 2010년 KBS1 특별기획 역사드라마 《명가》
- 2010년 MBC 창사49주년 특별기획드라마 《동이》
- 2010년 SBS 창사20주년 대하드라마 《자이언트》 ... 한명석 수행원 역
- 2010년 KBS2 수목드라마 《제빵왕 김탁구》 ... 의사 역
- 2010년 KBS2 월화드라마 《성균관 스캔들》
- 2010년 KBS1 일일연속극 《웃어라 동해야》
- 2011년 SBS 드라마스페셜 《싸인》 ... 문정기 역
- 2011년 SBS 월화드라마 《파라다이스 목장》 ... 의사 역
- 2011년 MBC 주말드라마 《반짝반짝 빛나는》 ... 산부인과 직원 역
- 2011년 KBS2 월화드라마 《강력반》 ... 방성진 측 변호사 역
- 2011년 SBS 월화드라마 《내게 거짓말을 해봐》 ... 리조트 직원 역
- 2011년 SBS 드라마스페셜 《시티헌터》 ... 해원건설 보좌관 역
- 2011년 SBS 특별기획 주말드라마 《여인의 향기》 ... 변호사 역
- 2011년~2012년 KBS2 주말연속극 《오작교 형제들》 ... 의사 역
- 2011년 KBS2 특별기획 드라마 《공주의 남자》
- 2011년 MBC 월화 특별기획 드라마《계백》
- 2011년 SBS 아침연속극 《태양의 신부》 ... 김 실장 역
- 2011년 MBC 월화 특별기획 드라마 《빛과 그림자》 ... 박 대리 역
- 2012년 KBS2 주말연속극 《넝쿨째 굴러온 당신》 ... 배우회사 관계자 역
- 2012년 KBS2 수목드라마 《적도의 남자》 ... 안과의사 역
- 2012년 SBS 주말 특별기획 《바보엄마》 ... 의사 역
- 2012년 SBS 주말 특별기획 《신사의 품격》 ... 의사 역
- 2012년 SBS 금요시트콤 《도롱뇽도사와 그림자 조작단》
- 2012년 MBC 아침드라마 《천사의 선택》
- 2012년 KBS1 일일연속극 《별도 달도 따줄게》 ... 김 변호사 역
- 2012년 tvN 수목드라마 《로맨스가 필요해 2012》 ... 의사 역
- 2012년 KBS2 단막극 《KBS 드라마 스페셜 - 걱정마세요 귀신입니다》 ... 의사 역
- 2012년 MBC 수목드라마 《아랑사또전》 ... 마을 사람 역
- 2012년 KBS1 대하드라마 《대왕의 꿈》
- 2012년 MBC 《마의》
- 2012년 tvN 아침드라마 《유리가면》 ... 피델리 이사 역
- 2012년 MBC 일일연속극 《오자룡이 간다》
- 2012년~2013년 MBC 수목드라마 《보고싶다》 ... 국과수 형사 역
- 2012년~2013년 KBS2 월화드라마 《학교 2013》 ... 주유소 사장 역
- 2013년 MBC 주말특별기획 《백년의 유산》 ... 의사 역
- 2013년 tvN 시트콤 《감자별 2013QR3》 ... 의사 역
- 2013년 SBS 특별기획 《돈의 화신》 ... 황해대출신용금고 대주주 역
- 2013년 MBC 특별기획 주말드라마 《스캔들: 매우 충격적이고 부도덕한 사건》 ... 장태하의 변호사 역
- 2013년 KBS2 《은희》
- 2013년 tvN 월화드라마 《후아유》 ... 의사 역
- 2013년 JTBC 월화드라마 《그녀의 신화》 ... 진상조사위원장 역
- 2014년 KBS1 대하드라마 《정도전》 ... 재상 역
- 2014년 MBC 수목드라마 《운명처럼 널 사랑해》 ... 장인화학의 직원 역
- 2014년 tvN 일요드라마 《삼총사》
- 2014년 SBS 월화드라마 《비밀의 문: 의궤 살인 사건》 ... 김한구 역
- 2014년 MBN 특별기획드라마 《천국의 눈물》
- 2014년~2015년 MBC 주말 특별기획 《전설의 마녀》 ... 의사 역
- 2014년 SBS 아침연속극 《청담동 스캔들》 ... 김 변호사 역
- 2015년 엠넷 뮤직드라마 《칠전팔기 구해라》
- 2015년 KBS2 월화드라마 《후아유 - 학교 2015》 ... 징계위원회 위원 역
- 2015년 KBS2 금토드라마 《프로듀사》
- 2015년 tvN 월화드라마 《신분을 숨겨라》
- 2015년 KBS2 금요드라마 《오렌지 마말레이드》
- 2015년 SBS  드라마스페셜 《용팔이》 ... 이승훈 과장 역
- 2015년 KBS2 주말연속극 《부탁해요, 엄마》
- 2016년 SBS 특별기획 《애인 있어요》 ... 의사 역
- 2016년 SBS 월화드라마 《대박》 ... 대사형 역
- 2016년 MBC 월화드라마 《몬스터》
- 2016년 MBC 일일연속극 《최고의 연인》 ... 양팽달 역
- 2016년 MBC 일일연속극 《다시 시작해》 ... 의사 역
- 2016년 KBS2 일일드라마 《천상의 약속》
- 2016년 SBS 일일드라마 《당신은 선물》
- 2016년 KBS2 일일드라마 《여자의 비밀》
- 2016년 MBC 일일특별기획 《황금주머니》 ... 의사 역
- 2016년 MBC 일일연속극 《행복을 주는 사람》 ... 의사 역
- 2016년 SBS 아침연속극 《아임 쏘리 강남구》 ... 조상현 역
- 2017년 KBS2 일일연속극 《이름 없는 여자》
- 2017년 KBS2 금토드라마 《최고의 한방》 ... 의사 역
- 2017년 SBS 주말 특별기획 《언니는 살아있다》
- 2017년 KBS2 TV소설 《그 여자의 바다》
- 2017년 MBC 주말 특별기획 《도둑놈, 도둑님》 ... 의무과장 역
- 2017년 MBC 주말연속극 《당신은 너무합니다》 ... 변호사 역
- 2017년 KBS2 TV소설 《꽃 피어라 달순아!》
- 2018년 SBS 드라마스페셜 《흉부외과 - 심장을 훔친 의사들》
- 2018년 JTBC 월화드라마 《뷰티 인사이드》 ... 의사 역
- 2018년 KBS2 주말드라마 《하나뿐인 내 편》 ... 김 박사 역
- 2018년 KBS1 일일연속극 《비켜라 운명아》 ... 조재영 이사 역
- 2018년 SBS  주말특별기획 《운명과 분노》
- 2019년 KBS2 월화드라마 《동네변호사 조들호 2: 죄와 벌》
- 2019년 tvN 월화드라마 《사이코메트리 그녀석》 ... 보건소 의사 역
- 2019년 MBC 수목드라마 《더 뱅커》
- 2019년 KBS1 일일연속극 《여름아 부탁해》 ... 찜질방 안에 있는 가게 주인 역
- 2019년 KBS2 주말드라마 《세상에서 제일 예쁜 내 딸》 ... 선자의 담당 주치의 역
- 2019년 SBS  수목드라마 《닥터탐정》
- 2019년 TV조선 주말드라마 《레버리지: 사기조작단》
- 2019년 MBC 주말 특별기획 《두 번은 없다》 ... 박 부장 역
- 2020년 KBS2 일일연속극 《비밀의 남자》 ... 이경혜 담당 의사 역
- 2021년 KBS1 대하드라마 《태종 이방원》 ... 윤회 역
- 2022년 MBC 일일드라마 《마녀의 게임》 ... 민수혁 원장 역
- 2023년 KBS2 일일연속극 《비밀의 여자》 ... 교도소의 수감자 역 (특별출연)
- 2023년 MBC 일일드라마 《하늘의 인연》 ... 재판관 역

영화
| 연도 | 제목                         | 배역                 | 비고 |
| ---- | ---------------------------- | -------------------- | ---- |
| 2000 | 시월애                       | 전원카페 주인        |      |
| 2001 | 나쁜 남자                    | 교도관               |      |
| 2002 | 로드무비                     | 해안 형사            |      |
| 2003 | 이중간첩                     | 레코드점 주인        |      |
| 2003 | 클래식                       | 교무실 손찌검 선생님 |      |
| 2005 | 내 생애 가장 아름다운 일주일 | 토론회 사회자        |      |

방송 프로그램
| 연도      | 방송사 | 제목                         | 배역      | 비고 |
| --------- | ------ | ---------------------------- | --------- | ---- |
| 1997      | MBC    | 경찰청 사람들                | 각종 단역 |      |
| 1998      | KBS    | 긴급구조119                  | 각종 단역 |      |
| 2000~2004 | iTV    | 리얼스토리 실제상황          | 각종 단역 |      |
| 2003~2005 | MBC    | 실화극장 죄와 벌             | 각종 단역 |      |
| 2006      | MBC    | 현장기록 형사                | 각종 단역 |      |
| 2007      | K-STAR | 살인자는 말한다              | 각종 단역 |      |
| 2013~2014 | KBS1   | 긴급출동 24시                | 각종 단역 |      |
| 2014~     | MBN    | 기막힌 이야기 실제상황       | 각종 단역 |      |
| 2015      | 채널A  | 천 개의 비밀 어메이징 스토리 | 각종 단역 |      |
| 2014~2016 | TV조선 | 이것은 실화다                | 각종 단역 |      |